# Função mensurável
Em matemática, sobretudo na teoria da medida, funções mensuráveis são aquelas que apresentam comportamento suficientemente simples para que se possa desenvolver uma teoria de integração.

## Definição
Seja {\displaystyle f:X\to Y\,} uma função, onde {\displaystyle (X,{\mathfrak {M}})\,} e {\displaystyle (Y,{\mathfrak {N}})\,} são espaços mensuráveis. Uma função é dita {\displaystyle ({\mathfrak {N}},{\mathfrak {M}})}-mensurável se
{\displaystyle f^{-1}(E)\in {\mathfrak {M}},~~\forall E\in {\mathfrak {N}}\,},
isto é, se a pré-imagem de todo conjunto {\displaystyle {\mathfrak {N}}}-mensurável é {\displaystyle {\mathfrak {M}}}-mensurável.

## Função Borel mensurável
Um caso particular importante da definição acima acontece quando tomamos {\displaystyle {\mathfrak {N}}\,} como sendo a álgebra de Borel, neste caso (se a definirmos como a menor sigma-álgebra contendo a topologia), a seguinte definição é equivalente:
Seja {\displaystyle f:X\to Y\,} uma função, onde {\displaystyle (X,{\mathfrak {M}})\,} é um espaço mensurável e {\displaystyle (Y,\tau )\,} é um espaço topológico. Uma função é dita Borel-{\displaystyle {\mathfrak {M}}\,}-mensurável se:
{\displaystyle f^{-1}(O)\in {\mathfrak {M}},~~\forall O\in \tau \,}

## Função Borel-Lebesgue mensurável
Uma função é dita Borel-Lebesgue mensurável quando {\displaystyle {\mathfrak {M}}={\mathfrak {L}}\,}, a σ-álgebra de Lebesgue e {\displaystyle {\mathfrak {N}}={\mathfrak {B}}\,}, a álgebra de Borel.
Muitas vezes, uma função Borel-Lebesgue mensurável é dita apenas Lebesgue-mensurável ou simplesmente mensurável.

## Função reais Borel-Lebesgue mensurável
É costume representar uma função {\displaystyle f:D\to \mathbb {R} ^{n}\,} pelas suas componente no contra-domínio:
{\displaystyle f(x)=\left(f^{1}(x),f^{2}(x),\ldots ,f^{n}(x)\right)\,}
Pode-se mostrar que {\displaystyle f:D\to \mathbb {R} ^{n}\,} é Borel-Lebesgue-mensurável se e somente se cada uma das {\displaystyle f^{k}:D\to \mathbb {R} \,} é Borel-Lebesgue-mensurável.

### Propriedades
Sejam {\displaystyle f:D\to \mathbb {R} ^{n}\,} e {\displaystyle g:D\to \mathbb {R} ^{n}\,} funções Borel-Lebesgue-mensuráveis onde {\displaystyle D\,} é um conjunto mensurável de {\displaystyle \mathbb {R} ^{m}\,}  e {\displaystyle \alpha \,} e {\displaystyle \beta \,} reais então:
- {\displaystyle \alpha f(x)+\beta g(x)\,} é mensurável
- {\displaystyle f(x)g(x):=\left(f^{1}(x)g^{1}(x),f^{2}(x)g^{2}(x),\ldots f^{n}(x)g^{n}(x)\right)\,} é mensurável
- {\displaystyle f(x+\lambda )\,} é mensurável para todo {\displaystyle \lambda \in \mathbb {R} ^{m}}
- Se {\displaystyle h:D\to \mathbb {R} ^{n}\,} e {\displaystyle \mu \left(\left\{f(x)=h(x)\right\}\right)\,} então {\displaystyle h\,} é mensurável.
- Se {\displaystyle f_{n}:D\to \mathbb {R} \,} são mensuráveis e convergem quase-sempre então o limite é uma função mensurável.